# Joan Hartigan
Joan Marcia Bathurst, de soltera Joan Hartigan (Sydney, 6 de juny de 1912 – Sydney, 31 d'agost de 2000) fou una jugadora de tennis australiana.

## Biografia
Filla de Thomas Joseph Hartigan i Imelda Josephine, inspector ferroviari i mestra d'escola respectivament. Va formar part de l'Australian Army l'any 1943, durant la Segona Guerra Mundial.
Es va casar amb Hugh Moxon Bathurst el 12 d'abril de 1947 a la St Mary's Cathedral de Sydney. Es van traslladar a Surrey (Regne Unit) durant tres anys per continuar amb la seva carrera esportiva, i llavors van tornar a Sydney per establir-s'hi definitivament. El seu fill Thomas Frederick Bathurst va esdevenir President del Tribunal de Justícia de Nova Gal·les del Sud. Hartigan va morir el 31 d'agost de 2000, i any després el seu marit.

## Torneigs de Grand Slam

### Individual: 3 (3−0)
| Resultat   | Núm. | Any  | Campionat                    | Oponent             | Marcador |
| ---------- | ---- | ---- | ---------------------------- | ------------------- | -------- |
| Guanyadora | 1.   | 1933 | Australian Championships     | Coral Buttsworth    | 6−4, 6−3 |
| Guanyadora | 2.   | 1934 | Australian Championships (2) | Margaret Molesworth | 6−1, 9−4 |
| Guanyadora | 3.   | 1936 | Australian Championships (2) | Nancye Wynne        | 6−4, 6−4 |

### Dobles femenins: 3 (0−3)
| Resultat  | Núm. | Any  | Campionat                    | Parella          | Oponents                                 | Marcador      |
| --------- | ---- | ---- | ---------------------------- | ---------------- | ---------------------------------------- | ------------- |
| Finalista | 1.   | 1933 | Australian Championships     | Marjorie Gladman | Margaret Molesworth Emily Hood Westacott | 3−6, 2−6      |
| Finalista | 2.   | 1934 | Australian Championships (2) | Ula Valkenburg   | Margaret Molesworth Emily Hood Westacott | 8−6, 4−6, 4−6 |
| Finalista | 3.   | 1940 | Australian Championships (3) | Emily Niemeyer   | Nancye Wynne Thelma Coyne                | 5−7, 2−6      |

### Dobles mixts: 1 (1−0)
| Resultat   | Núm. | Any  | Campionat                | Parella    | Oponents                        | Marcador |
| ---------- | ---- | ---- | ------------------------ | ---------- | ------------------------------- | -------- |
| Guanyadora | 1.   | 1934 | Australian Championships | Edgar Moon | Emily Hood Westacott Roy Dunlop | 6−3, 6−4 |

## Trajectòria

### Individual
| Australian Championships                                                                                                  | QF | A | G | G  | A  | G | QF | QF | SF | SF          | No celebrat | No celebrat | No celebrat | No celebrat | No celebrat | QF | 2R | A | A  | 3 / 10 |
| Internationaux de France                                                                                                  | A  | A | A | 3R | A  | A | A  | A  | A  | No celebrat | No celebrat | No celebrat | No celebrat | No celebrat | No celebrat | A  | A  | A | A  | 0 / 1  |
| Wimbledon Championships                                                                                                   | A  | A | A | SF | SF | A | A  | 3R | A  | No celebrat | No celebrat | No celebrat | No celebrat | No celebrat | No celebrat | A  | 3R | A | 1R | 0 / 5  |
| US Championships | A  | A | A | A  | A  | A | A  | A  | A  | A           | A           | A           | A           | A           | A           | A  | A  | A | A  | 0 / 0  |
| Llegenda: G: Guanyador; F: Finalista; SF: Semifinalista; QF: Quarts de final; Q: Qualificació; A: Absent; RR: Round Robin |    |   |   |    |    |   |    |    |    |             |             |             |             |             |             |    |    |   |    |        |